# Studencki Teatr Satyryków
Studencki Teatr Satyryków (STS) – teatr kabaretowy działający w latach 1954–1975 w Warszawie.

## Opis
Teatr został założony w 1954 roku, pierwsza próba odbyła się 13 marca tr. Mieścił się w Warszawie przy al. Świerczewskiego (obecnie al. Solidarności) 76b. W okresie odwilży gomułkowskiej stał się popularny dzięki odważnej satyrze. W późniejszych latach, zwłaszcza po likwidacji tygodnika Po prostu zmagał się ze stopniowo nasilającymi się ingerencjami cenzury. W 1970 roku przemianowano go na Teatr Satyryków STS. W 1972 został połączony z Teatrem Rozmaitości. Dewizą artystyczną, jaka mu przyświecała, był tekst Andrzeja Jareckiego Mnie nie jest wszystko jedno. Podczas swojej działalności teatr dał 55 premier i 3200 przedstawień. Specjalnością STS-u stały się tzw. „rewie satyryczne”. Pierwsze przedstawienie dał 2 maja 1954 (była to składanka satyryczna To idzie młodość), ostatnie 14 marca 1975. Kolejno dyrektorami STS-u byli: Henryk Malecha, Andrzej Jarecki, Marian Kubera, Ryszard Pracz, Stanisław Tym, R. Włosiński, E. Krasowski, L. Czepik. Wpływ poetyki STS-u zachował się w późniejszej twórczości jego autorów i reżyserów.

## Współpracownicy STS

### Autorzy tekstów
Andrzej Jarecki, Agnieszka Osiecka, Witold Dąbrowski, Jarosław Abramow, Ziemowit Fedecki, Andrzej Drawicz, Stanisław Tym, Jan Tadeusz Stanisławski, Daniel Passent.

### Aktorzy i piosenkarze
Przez STS przewinęło się 215 osób, w tym: Elżbieta Czyżewska, Zofia Merle, Krystyna Sienkiewicz, Anna Prucnal, Jerzy Karaszkiewicz, Krzysztof Kowalewski, Jan Matyjaszkiewicz, Ryszard Pracz, Sława Przybylska, Hanna Rek, Jan Tadeusz Stanisławski, Stanisław Tym.

### Gościnnie występowali
Wojciech Siemion, Andrzej Łapicki, Kalina Jędrusik, Alina Janowska, Halina Mikołajska, Barbara Krafftówna i Zbigniew Zapasiewicz.

### Reżyserzy
Jerzy Markuszewski, Olga Lipińska, Janusz Majewski, Stanisław Tym, Wojciech Solarz.

### Kompozytorzy
Marek Lusztig, Jarosław Abramow, Edward Pałłasz, Maciej Małecki.

### Plastycy
Zofia Góralczyk, Krystyna Sienkiewicz, Adam Kilian, Andrzej Strumiłło.